# L'Invité de Dracula
L'Invité de Dracula (Dracula's Guest) est une nouvelle fantastique britannique de Bram Stoker écrite en 1897 et publiée en 1914, soit dix-sept ans après la parution de Dracula dont elle devait originellement servir de premier chapitre. Elle raconte la première rencontre de Jonathan Harker avec le surnaturel, peu avant de se rendre au château du comte Dracula.

## Résumé
Jonathan Harker, alors à Munich, décide de faire une balade en calèche dans les environs. Il s'étonne de voir les habitants évoquer avec crainte une certaine nuit de Walpurgis  durant laquelle il ne ferait pas bon s'aventurer dans certains lieux. Malgré cela, Harker, téméraire, décide de visiter un village abandonné  malgré les avertissements de son cocher, qui n'a d'autre choix que s'enfuir en le laissant dans cet endroit. Après une promenade qui semble, dans les premières heures, plutôt agréable, le jeune clerc de notaire arrive dans un cimetière où une dame-fantôme se réveille de la mort. Effrayé, il s'évanouit et se réveille quand un loup vient et commence à lui lécher la gorge. Pris de peur mais immobilisé, Jonathan voit des cavaliers arriver. Pensant qu'ils vont le sauver, il se réjouit, mais comprend très vite que de loin, ils l'ont pris pour un loup allongé, et vont lui tirer dessus. Heureusement, le chef comprend que c'est un humain, et le sauve. Revenu à Munich, il rentre à son hôtel, et son maître d'hôtel lui raconte que c'est lui qui a envoyé les cavaliers car il a reçu une lettre le prévenant de son malheur. Cette lettre est signée "Dracula".

## Personnages
- Jonathan Harker, jeune clerc de notaire, volontaire, sympathique et téméraire. En voyage d'affaires, ce Britannique fait halte aux alentours de Munich et ne peut résister à l'envie de faire une promenade. Il va ainsi, pour la première fois de sa vie, frôler le paranormal...
- Johann, cocher. Il semble très inquiet à l'évocation de la Walpurgis Nacht, mais ne peut en expliquer la raison à Harker à cause de son mauvais anglais. Il est finalement obligé de l'abandonner près d'un village abandonné.
- Herr Delbrück, patron de l'hôtel des Quatre Saisons. Il met en garde Johann du danger et est le premier à faire allusion à la Walpurgis Nacht. Il finira par envoyer in extremis des cavaliers au secours du jeune clerc de notaire, alors dans une situation critique.
- Le vampire, Dracula, mystérieux aristocrate qui finit par sauver la vie de Jonathan en envoyant à Delbrück une missive l'informant que celui-ci court un grave danger, permettant à la dernière minute l'arrivée de secours. Cette apparition inattendue dans l'intrigue n'est qu'un avant-goût de tout ce qu'il va bientôt faire endurer aux héros du roman de Stoker.

## Pour aller plus loin